# Pseudoneureclipsis truncata
Pseudoneureclipsis truncata is een schietmot uit de familie Dipseudopsidae. De soort komt voor in het Afrotropisch gebied.